# Куртош колач
Куртош колач је колач са ражња специфичан за Мађаре из Трансилваније, тачније за Секеље. Првобитно популаран у земљи Секељ,  постао је популаран и у Мађарској и у Румунији. Први писани запис датира из 1679. и пронађен је у селу садашње општине Санпетру де Кампије, док се први рецепт појављује у рукописном кувару из 1781.  Раније свечана посластица, сада је део свакодневне потрошње. 
Куртош колач се прави од слатког, квасног теста (дизаног теста), од којег се трака окреће, а затим умота око ражња за печење у облику крњег конуса и уваља у шећер. Пече се на дрвеном угљу подливена отопљеним путером, док му површина не постане златно-браон боје. Током печења, шећер се залепио за куртош колач карамелизира и формира хрскаву, сјајну кору. Површину колача тада можете прелити додатним састојцима као што су млевени ораси или цимет у праху. 

## Историја
Први познати запис који наговештава породицу колача печених ротирајућим ражњем преко пепела датира из средњег века (око 1450.) и налази се у рукопису из Хајделберга. У опису се помиње трака дигнутог теста која се мора намотати у облику спирале око ражња за печење и премазати жуманцетом пре печења.
Први познати рецепт за куртош колач потиче из Трансилваније, уврштен је у кувар грофице Марије Микес од Заболе из 1784. Међутим, не помиње се заслађивање било које врсте у припреми. Рецепт из кувара који је написао Кристоф Симаи 1795. у Горњој Мађарској (данашња Словачка) први пут помиње „заслађивање након печења“.

## Варијанте
Могу се разликовати три варијанте, које се ипак производе на сличан начин. 
Рецепт традиционалне варијанте стандардизован је почетком 20. века.  Састојци су строго одређени и обично се пече изнад . Основни састојци су искључиво: шећер, пшенично брашно, путер, млеко, јаја, квасац и со. Додатни додаци су ограничени на млевене или сецкане орахе, бадеме, цимет у праху или ванилин шећер направљен од природног праха ваниле.
Варијанте на карневалима постале су популарне крајем 20. века.  Код ове варијанте може се производити на мањим, покретним местима, што га чини знатно јефтинијим. У овој варијанти путер се може заменити биљним уљем или маргарином, а млеко млеком у праху. Штавише, јаја се могу заменити јајима у праху или течним јајима, али овај састојак се такође може изоставити. У замену се у тесто може додати нарендана лимунова кора, природни екстракт или сок од цитруса, рум или ванилин шећер. На површину се може ставити било који додатни прелив који носи укус и арому.
Даље алтернативне варијанте појавиле су се почетком 21. века. Ови рецепти могу бити још флексибилнији. Тесто се може направити од брашна који није пшенични. Унутрашњи део се такође може додатно обложити, а може обиловати и другим природним састојцима (нпр. комадићи воћа). Алтернативне варијанте се могу припремити и без глутена.  Колач који нема састојке животињског порекла (млеко, путер, јаја) може се означити као „вегански“ или „посни“.
Куртош крофна је колач сличног облика, који се након печења пече на уљу или масти и преливен шећером или пуњен шлагом. 

## Процес печења
Куртош колач се прави од релативно тврдог и сувог теста са квасцем. По дужини ражња омота се „канап” од теста, а затим се ража са траком теста уваља у шећер. Пре или за време печења премазује се растопљеним путером. Колач је готов када му површина буде уједначена, браонкастоцрвена. Домаћи куртош колач може се правити искључиво од природних састојака (брашно, шећер, млеко, путер, јаја, квасац и со). За остале варијанте, од свих састојака то су само маргарин и ванилин шећер у праху који могу бити синтетички, укључујући и састојке завршног прелива.
Куртош колач се може обогатити додатним аромама и укусима ако се готовом колачу обезбеди завршни прелив. Може се користити било који прелив који не садржи со, сир, месо или друге не-кондиторске састојке.

Међу пецивима који су најближи куртош колачу, Baumstriezel има облик цилиндра, а не спиралу. Скалицки Трделник из Словачке, као и Трдло/Трделнице/Трделник из Чешко-моравског региона, разликују се од куртош колача по томе што на њихову површину нема карамел шећерне глазуре.
- Намотавање траке за тесто на ражњу
- Након уваљања у шећер
- Печење је готово.
- За време печења премазати отопљеним путером
- Божићна пијаца у Будимпешти
- Божићна пијаца у Будимпешти
- Фестивал у Мишколцу